# Sexau
Sexau é um município da Alemanha, no distrito de Emmendingen, na região administrativa de Friburgo , estado de Baden-Württemberg.